# Farkhod Turayev
Farkhod Turayev (ur. 14 czerwca 1974) – uzbecki judoka. Olimpijczyk z Sydney 2000, gdzie odpadł w eliminacjach w wadze półśredniej.
Srebrny medalista mistrzostw świata w 1999; uczestnik zawodów w 2001. Startował w Pucharze Świata w 1998, 2001 i 2002. Brązowy medalista igrzysk azjatyckich w 2002. Wicemistrz Azji w 1997; trzeci w 1999. Trzeci na wojskowych MŚ w 1998 roku.

## Letnie Igrzyska Olimpijskie 2000
| Konkurencja | Eliminacje             | Klas. końcowa |
| Konkurencja | Przeciwnik I           | Miejsce       |
| ----------- | ---------------------- | ------------- |
| 81 kg       | Álvaro Paseyro (URU) P | 1 runda.      |